# Vilamajor (Cabanabona)
Vilamajor, antigament Vilamajor d'Agramunt, és un poble del municipi de Cabanabona, a la Noguera.

## Situació i descripció
El poble és situat a 468 metres d'altitud i es troba a migdia del terme municipal, al límit amb el terme de Vilanova de l'Aguda. S'hi arriba per la carretera L-313 que uneix Guissona i Ponts, a 2 km. de Cabanabona.
Vilamajor es diu d'Agramunt perquè durant molts anys va pertànyer a la seva vegueria. Hi destaca una gran torre mestra de planta circular amb aparell menut que és la resta d'un castell del qual es tenen notícies documentals l'any 1084. En aquesta fortalesa de l'antic comtat d'Urgell, que es troba en bon estat de conservació, hi fou senyor Arnau de Vergós, fill de Berenguer, que tenia casa a Cervera. A la primeria del segle xix passà a la família Alemany. Enmig del poble hi ha el casal dels antics senyors del lloc, edifici probablement del segle xvii.
Els documents diuen que el poble era una vila closa de planta quadrangular, on les cases envoltaven dita torre. A Vilamajor també hi ha l'església parroquial de Santa Maria, que és romànica, d'una nau i absis amb arcuacions. A la façana de ponent hi ha el portal, reformat en època moderna, amb llinda i rebranques de pedra. A sobre hi ha una finestra de mig punt ornamentada, posteriorment, amb traceria gòtica i al capdamunt de la façana es dreça un campanar d'espadanya amb dos ulls, força gran respecte de les mesures de l'església, que depèn de la de Cabanabona.
Fou municipi independent fins a meitat del segle xix quan es va integrar a Cabanabona.